# Andropogon pinguipes
Espèce
Synonymes
- Cymbachne ciliata var. pinguipes (Stapf) Roberty[2]

Andropogon pinguipes  Stapf est une espèce de plantes de la famille des Poaceae, sous-famille des Panicoideae, originaire de l'Afrique tropicale occidentale. Son chaume, type de tige  caractéristique des plantes de cette famille, est formé d'une succession de nœuds et entrenœuds. Cette tige de couleur rougeâtre peut atteindre 2,5 mètres de long. Les feuilles ont un limbe linéaire, réduit à sa base à la nervure centrale, formant un long pseudo-pétiole, et une gaine verte. La période de floraison se situe généralement durant les mois de septembre et novembre. Les inflorescences sont souvent consommées par les chevaux avant leur développement complet.